# Immanuel Wallerstein
Immanuel Maurice Wallerstein (New York, 28. rujna 1930.) je američki sociolog i povjesničar, poznat po zagovaranju teorije svjetskih sustava, modificirane inačice marksističke verzije tvz. dependence theory koja iznosi tezu o hijerarhijskom ustroju svjetskog sistema.

## Iz životopisa
Još kao tinejdžer se počinje zanimati za zbivanja na svjetskoj političkoj sceni, posebice za antikolonijalistički pokret u Indiji. Studira na Columbia (1951. – 1959.) i Oxford (1955-6) sveučilištima, a 1959. stječe doktorat iz filozofije. Kao istaknuti profesor sociologije predaje na sveučilištima u Americi, Kanadi i Engleskoj, te kao gost predavač diljem svijeta. Također vrši funkciju ravnatelja Fernand Braudel Centra za Istraživanje Ekonomije, Historijskih Sistema i Civilizacija, 4 godine je bio predsjednik Međunarodnog Sociološkog Društva (1994-1998), te dvije godine na čelu Gulbenkian Povjerenstva za Restrukturiranje Društvenih Znanosti (1993-1995). Nagrađivan je mnogim počasnim titulama, a 2003. prima nagradu od Američkog Sociološkog Udruženja.

## Teorijska polazišta
Wallerstein se bavi historijskom analizom globalne kapitalističke ekonomije na makro-nivou. Zanima ga povijesni razvoj modernog društvenog sistema, današnja kriza svjetskog gospodarstva, te strukture znanja. Tvorac je, te jedan od najistaknutijih predstavnika teorije svjetskih sustava koju prvi puta detaljno obrazlaže 1974. u svojoj knjizi Suvremeni svjetski sistem. Najznačajniji utjecaji na formiranje spomenutog tumačenja društveno-političke zbilje imali su Marx, Fernand Braudel i 
Frankova teorija zavisnosti.
Problem vidi u modernom svjetskom sistemu koji se počinje oblikovati u 16. stoljeću u Zapadnoj Europi i Sjevernoj Americi. Karakteristika takvog poretka je različita pozicija razvijenih i zemalja Trećega svijeta na međunarodnom tržištu, te time ujedno i siromaštvo i slab gospodarski razvoj dotičnih dijelova svijeta.

## Vanjske poveznice
- Presentation of I. Wallersteins "Worldssystem Modell  Arhivirana inačica izvorne stranice od 8. travnja 2008. (Wayback Machine)"
- Novi list[neaktivna poveznica]
- Šok i strahopoštovanje?  Arhivirana inačica izvorne stranice od 3. rujna 2006. (Wayback Machine)
- Wallerstein's own fortnightly commentaries on current events  Arhivirana inačica izvorne stranice od 16. studenoga 2007. (Wayback Machine)
- Festschrift for Immanuel Wallerstein - Part I Journal of World-Systems Research, Vol. VI, Number 2, Summer/Fall 2000
- "Modern History Sourcebook:  Summary of Wallerstein on World System Theory"  Arhivirana inačica izvorne stranice od 26. listopada 2007. (Wayback Machine)
- Festschrift for Immanuel Wallerstein - Part II Journal of World-Systems Research, Vol. VI, Number 3, Fall/Winter 2000
- Interview on Cultural Globalization (1999)videos, text & graphics
- Wallersteins World-Systems Theory  Arhivirana inačica izvorne stranice od 8. travnja 2008. (Wayback Machine)